# 耳朵眼炸糕
耳朵眼炸糕是天津著名小吃，与狗不理包子、十八街麻花共为天津的“三绝”食品之一。由光绪年间刘万春創製，其店，在北门外大街耳朵眼胡同口，名为刘记炸糕铺，后改为增盛成，但人们一直俗称为“耳朵眼炸糕”。

## 概述
清光绪十八年（1892年），天津人刘万春做起炸糕买卖。小推车上挂“回民刘记”木牌，在北大关、估衣街一带现炸现卖。后来，刘万春与外甥张魁元合伙，在北门外大街租了一间八尺见方的脚行下处，挂上刘记招牌，于起了炸糕店。刘万春的炸糕用料讲究，选用北运河沿岸杨村、河西务和子牙河沿岸文安、霸县出产的黄米和江米作为原料。江米、黄米用水浸泡，再用石磨磨成粥状，盛在布袋中，经淋水发酵后兑碱，做成面皮。经水浸泡的江米、黄米比干磨面颗粒细腻，口感更好。糗豆馅用天津本地出产的朱砂红小豆，加优质红糖，在锅内熬汁炒成豆沙馅，凉后做馅心。使用130度热油炸制，勤翻勤转，出锅的炸糕，色泽金黄，布满疙瘩刺，当地民众称“爆刺儿”。因炸糕店紧靠一条只有一米来宽的狭长的耳朵眼胡同，因此当地民众称其为“耳朵眼炸糕”。耳朵眼炸糕用糯米粉做皮，内放豆沙馅，色泽金黄，皮酥脆，馅鲜嫩，可存放半月而不变质。1985年获天津市命名为市级优质食品。2010年，录入天津市第二批市级非物质文化遗产名录。